# Bataille de Honey Springs
Guerre de Sécession
Batailles
- Round Mountain
- Chusto-Talasah
- Chustenahlah
- Cabin Creek
- Honey Springs
- Perryville
- Devil's Backbone
- Middle Boggy Depot

La bataille de Honey Spring est une bataille de la guerre de Sécession qui a eu lieu le 17 juillet 1863, dans les Territoires indiens. La victoire des nordistes fut importante pour leur prise de contrôle de ces territoires. Mais cette bataille est surtout remarquable par le fait que la majorité des combattants n'étaient pas des blancs, mais des Amérindiens et des Afro-Américains.

## Contexte
Au début de la guerre de Sécession, et pour des raisons autant économiques que culturelles, les « Cinq tribus civilisées » des Territoires indiens passèrent du côté confédéré. Elles fournirent des troupes mises sous le commandement du général Douglas H. Cooper (en), et repoussèrent les troupes indiennes fidèles à l'Union après une courte campagne dont le point culminant fut la bataille de Chustenahlah.
La reconquête nordiste partit du Kansas, sous le commandement du général Blunt, et chassa les confédérés du nord de la région, les troupes cherokees en profitant pour embrasser la cause de l'Union.
Confiant dans leur supériorité numérique, les sudistes préparèrent une contre-offensive en direction de Fort Gibson. Les forces prévues étaient, outre les unités amérindiennes de Cooper, des troupes texanes et la brigade du général William Cabell (en). Celle-ci devant venir de Fort Smith, Arkansas.
Cooper se mit en marche pour Honey Spring, où se trouvait un important dépôt de ravitaillement sudiste, pour s'y rééquiper en attendant l'arrivée des troupes de Cabell.
Les nordistes eurent vent des projets sudistes et décidèrent d'attaquer avant que les forces sudistes n'aient fait leur jonction. Ils alignaient trois régiments de Indian Home Guard et le 1er régiment d'infanterie des volontaires du Kansas, régiment USCT, c'est-à-dire composé de soldats noirs ; deux bataillons de cavalerie (6e régiment de cavalerie des volontaires du Kansas et 3e régiment de cavalerie du Wisconsin) ; un bataillon (6 compagnies) du 2e régiment d'infanterie du Colorado et deux batteries d'artillerie du Kansas.

## Bataille
L'attaque des troupes nordistes du général Blunt commença le 17 juillet au matin, avec des escarmouches qui montrèrent que les confédérés avaient leur poudre mouillée.
Dans l'après-midi, sous une averse, le 1er Kansas fut lancé à l'attaque des lignes sudistes. Il fut repoussé, son colonel blessé, mais recula en bon ordre. L'action continua par des fusillades.
Le 2e Indian Home Guard se retrouva par mégarde entre les lignes. Sa retraite fut prise pour une fuite par les sudistes qui se lancèrent à l'assaut des lignes nordistes. Cette attaque fut stoppée par le feu des soldats noirs du 1er Kansas.
Cooper se replia pour refaire le plein de munitions au dépôt, mais il était pressé par les nordistes. Le combat repris de la vigueur à un pont sur Elk Creek, à environ 500 mètres de la position initiale. Les forces nordistes commençant à tourner sa gauche, la retraite sudiste devint générale. Une autre tentative de bloquer l'avancée nordiste échouant à nouveau, malgré la belle contenance du régiment des Choctaws et Chicachas pendant une demi-heure, la retraite sudiste se transforma en fuite.
Les nordistes s'emparèrent du dépôt, brûlant tout ce qu'ils ne purent récupérer. Blunt revendiqua une victoire majeure, une perte de 76 hommes seulement pour plus de 500 infligées aux confédérés. De son côté, Cooper ne reconnaissait que 181 morts.

## Raisons de la victoire nordiste
L'équipement déplorable des forces sudistes et le temps pluvieux détrempant leur poudre à fusil ont joué un grand rôle dans la défaite sudiste. Certains témoins, comme le futur chef creek G. W. Grayson (en), ont mis en cause la compétence du général Cooper, faisant remarquer que la moitié des forces sudistes restèrent l'arme au pied.

## Conséquences
Cette bataille est la plus importante de celles livrées dans les Territoires indiens. La victoire nordiste ouvrit la voie à la capture de Fort Smith par les troupes de Blunt. En dépit des efforts confédérés, comme ceux d'officiers tel Stand Watie, pour reprendre l'initiative dans la région, la guerre évolua en actions de guerillas et rencontres de cavalerie de faible ampleur.
La perte du dépôt de Honey Spring aggrava la situation des forces sudistes déjà pauvrement équipées, qui durent se reporter sur les prises de matériel à leurs ennemis nordistes pour poursuivre la lutte.

## Forces en présence

### Nordistes
District de la Frontière - Major General James G. Blunt
- 1e Brigade - Colonel William R. Judson
  - 2e Indian Home Guard --- Lieutenant Colonel Fred W. Schaurte
  - 1e Kansas Colored Infanterie--- Colonel James M. Williams(blessé, remplacé par Lieutenant Colonel John Bowles)
  - 6 Compagnies, 3e Wisconsin de Cavalerie --- Captain Edward R. Stevens
- 2nd Brigade - Colonel William A. Phillips
  - 6 Compagnies, 2e Colorado Infanterie --- Colonel Theodore H. Dodd
  - 1e Indian Home Guard --- Colonel Stephen H. Wattles
  - Détachements du 6e Kansas de Cavalerie --- Colonel William F. Campbell
- Artillerie
  - 2e Kansas Artillerie montée
  - 1e Section --- Captain Edward Smith
  - 2e Section --- Lieutenant John P. Grassberger
  - 3e Kansas Artillerie montée --- Captain Henry Hopkins

### Sudistes
1re Brigade Indienne. Troops - Brigadier General Douglas H. Cooper
- Brigade Texane - Colonel Thomas C. Bass
  - 20e Texas Cavalry (à pied) --- Colonel Thomas Coker Bass
  - 29e Texas Cavalry - Colonel Charles DeMorse (blessé)
  - 5e Texas Partisan Rangers--- Colonel Leonidas M. Martin
- 2e Brigade Indienne - Brigadier General Douglas Cooper
  - 1e Cherokee Mounted Rifles, --- Major Joseph F. Thompson
  - 2e Cherokee Mounted Rifles, --- Lieutenant Colonel James M. Bell
  - 1e Choctaw---Chickasaw Mounted Rifles --- Colonel Tandy Walker
  - 1e Creek --- Colonel Daniel N. McIntosh
  - 2e Creek--- Colonel Chilly McIntosh
- Artillerie
  - Lee's Battery--- Captain Roswell W. Lee
- Cavalerie
  - Scanland's escadron, Texas Cavalry --- Captain John Scanland
  - Gillett's escadron, Texas Cavalry --- Captain L. E. Gillett